# Macromitrium densifolium
Macromitrium densifolium är en bladmossart som beskrevs av Thériot 1908. Macromitrium densifolium ingår i släktet Macromitrium och familjen Orthotrichaceae. Inga underarter finns listade i Catalogue of Life.